# تيري داي
تيري داي (بالإنجليزية: Terry Day)‏ هو عازف ساكسفون بريطاني، ولد في 17 أكتوبر 1940 في هيميل هيمبستيد ‏ في المملكة المتحدة.

## وصلات خارجية
- تيري داي على موقع ميوزك برينز (الإنجليزية)
- تيري داي على موقع أول ميوزيك (الإنجليزية)
- تيري داي على موقع ديسكوغز (الإنجليزية)